# Krüppershaus
Krüppershaus ist ein Wohnplatz im Norden der bergischen Großstadt Wuppertal.

## Lage und Beschreibung
Der Wohnplatz liegt im Norden des Wohnquartiers Dönberg im Stadtbezirk Uellendahl-Katernberg an der Landesstraße 433 (hier Horather Straße genannt) an der Einmündung der Straße Am Krüppershaus auf einer Höhe von 292 m ü. NHN. Der ursprüngliche Wohnplatz ist in der Wohnbebauung innerhalb des geschlossenen Siedlungsbereichs von Dönberg aufgegangen.
Benachbarte Orte sind neben Dönberg die Wohnplätze und Hofschaften Handweiser, Hitzhaus, Winterberg, Schliepershäuschen, Steinenpitter und Stürmann.
In der lokalen Mundart wurde der Ort auch als Krüpershuus bezeichnet.

## Geschichte
Im 19. Jahrhundert gehörte Krüppershaus zu den Außenortschaften der Bauerschaft und der Kirchengemeinde Dönberg in der Bürgermeisterei Hardenberg, die 1935 in Neviges umbenannt wurde. Damit gehörte es von 1816 bis 1861 zum Kreis Elberfeld und ab 1861 zum alten Kreis Mettmann. 
Der Ort ist auf der Topographischen Aufnahme der Rheinlande von 1824 als Kriepershaus und auf der Preußischen Uraufnahme von 1843 als Krüpershaus eingezeichnet. Auf Messtischblättern bis Mitte des 20. Jahrhunderts ist der Ort als Krüppershaus beschriftet.
Im Gemeindelexikon für die Provinz Rheinland von 1888 werden für Krüppershaus ein Wohnhaus mit vier Einwohnern angegeben. Der Ort wurde zu dieser Zeit Krüpershaus genannt.
Mit der Kommunalreform von 1929 wurde der südliche Teil von Dönberg abgespalten und mit weiteren, außerhalb von Dönberg liegenden Nevigeser Ortschaften in die neu gegründete Stadt Wuppertal eingemeindet, der Rest Dönbergs mit Krüppershaus verblieb zunächst bei Neviges. Durch die nordrhein-westfälische Gebietsreform kam Neviges mit Beginn des Jahres 1975 zur Stadt Velbert und das restliche Dönberg wurde ebenfalls in Wuppertal eingemeindet.